# Zugliano (Pozzuolo del Friuli)
Zugliàno (Çuian in friulano) è una frazione del comune di Pozzuolo del Friuli, posto a sinistra del torrente Cormor, alle porte di Udine.
L'attività prevalente è l'agricoltura.
È conosciuto per la presenza del Centro di Accoglienza Ernesto Balducci che ospita rifugiati politici immigrati e persone in difficoltà.

## Il nucleo storico
Il centro abitato di Zugliano sorge a nord-est di Pozzuolo del Friuli nella vasta pianura friulana e si sviluppa essenzialmente lungo una direttrice stradale orientata da est ad ovest. Quanto antiche siano le origini di questo paese lo testimonia il suo stesso nome appartenente ai toponimi di origine romana che risalgono all'antica centuriazione del territorio, ovvero la sua suddivisione in poderi che poi assumevano il nome del proprietario; attorno all'originario podere deve essersi sviluppato il primo nucleo edificato di Zugliano, la cui esistenza è per la prima volta documentata nel 1305. Attualmente, tracce della storia del paese si conservano nel suo principale fulcro: la piazza della Chiesa. Qui, accanto ai due fondamentali elementi propulsivi per lo sviluppo dell'urbanizzazione, la chiesa di San Michele Arcangelo e la villa Job, si è articolato nel corso dei secoli il nucleo storico di Zugliano.
La settecentesca villa Job sorge a breve distanza dalla chiesa, alla quale si rivolge con il fronte principale. Vi si accede attraverso un ampio cancello in ferro battuto che immette direttamente nel parco ornato di statue o da un portale carraio che si apre su una corte interna lastricata comunicante con il retro della villa. Il corpo padronale, restaurato a seguito degli eventi sismici del 1976 presenta inalterata la sua originaria bellezza: impostato su uno schema planimetrico simmetrico di ispirazione veneta, rivela un disegno di facciata estremamente armonico ed elegante.
Le case del borgo si susseguono formando una cortina edilizia continua che segue l'andamento irregolare della strada: le uniche interruzioni sono costituite dalle aperture dei sottoportici che immettono nelle corti interne e conducono a quelli che originariamente erano gli annessi rustici disposti ortogonalmente rispetto all'asse viario. Le date di costruzione incise sulle chiavi di volta dei portali rivelano quanto antica sia l'origine di questo nucleo di case, anche se alcuni interventi di ristrutturazione possono averne modificato l'aspetto originario.
Parte integrante della storia e della natura del borgo sono anche gli affreschi devozionali ottocenteschi ancora presenti su alcune facciate di via Failutti.
Parte importante del paese è anche la chiesetta di San Daniele, situata nel mezzo dei campi circondanti Zugliano, nella quale sono siti numerosi affreschi abbastanza ben conservati dell'epoca romana, periodo nel quale ha avuto luogo la fondazione del nucleo, sotto forma di accampamento militare, denominato Zuglanum.
Il centro abitato è attraversato dall'autostrada A23 Palmanova-Tarvisio, che lo divide in 2 parti. La frazione è inoltre coinvolta nel progetto di ampliamento della Tangenziale Sud di Udine, che collegherebbe l'esistente tratto della SS 676 nei pressi del casello di Udine Sud con la SS 13 nei pressi del paese di Basagliapenta dividendo il paese in 4 parti, motivo per cui c'è una strenua lotta degli abitanti di Zugliano stessa e dei paesi confinanti contro il suo completamento (fenomeno NIMBY).
La popolazione, che si aggira sui 1 200 abitanti, ha subito una notevole crescita negli ultimi anni, a seguito dell'urbanizzazione della zona nord con la costruzione di numerose villette.